# 亞布盧尼夫卡 (普里盧基區)
50°27′31″N 32°11′20″E / 50.45861°N 32.18889°E
亞布盧尼夫卡（烏克蘭語：Яблунівка），是烏克蘭北部切爾尼戈夫州普里盧基區亚布卢尼夫卡市镇内的村落及其行政中心。始建於1629年，面積8.92平方公里，海拔高度128米，2001年人口1,569，人口密度每平方公里175.9人。